# Kalloni
Kalloni (in greco Καλλονή?) è un ex comune della Grecia nella periferia dell'Egeo Settentrionale (unità periferica di Lesbo) con 8.194 abitanti secondo i dati del censimento 2001.
È stato soppresso a seguito della riforma amministrativa, detta Programma Callicrate, in vigore dal gennaio 2011 ed è ora compreso nel comune di Lesbo.
Vi sorge il monastero ortodosso di Leimonos e la cattedrale della metropolia di Metimna.
l'attuale unità municipale era un comune .  Il nome esisteva anche in tempi antichi, anche se la trascrizione convenzionale del nome classico in inglese è "Callone".
Ha una superficie di 241.946 km².  Al censimento del 2011 aveva una popolazione di 8.504 abitanti. La sede municipale era la città di Kalloní (1.978 ab.). Le altre città più grandi dell'unità sono Agra (955), Parákoila (818), Dáfia (992), Fília (653), Skalochóri (534), Anemotia (449) e Kerámi (584). Kalloni era conosciuto come Kalonya durante il dominio ottomano , quando era un centro nahiya (township) nel Molova kaza del Midilli sanjak . Lesbo divenne parte del Regno di Grecia nel 1912.

## Descrizione
Kalloni è circondata dalle acque del golfo , e rifornita da una pianura di 100 km², attraverso la quale scorrono sei fiumi. C'è sempre abbastanza acqua dal sottosuolo e acque sorgive per i suoi vigneti e giardini .
Kalloni era storicamente il crocevia dove passavano le strade principali [ necessario chiarimento ] . Questo non è cambiato molto dai tempi antichi . Il villaggio è circondato da monasteri storici .
Nell'ultimo decennio [ quando? ] , il villaggio centrale di Kalloni si sviluppò nel campo del commercio. Kalloni era la sede del comune che comprendeva gli insediamenti:
- Agra
- Anemotia
- Arisvi
- Dafia
- Filia
- Kalloni
- Kerami
- Parakoila
- Skalochori

## Festival
I festival estivi presentano un interesse speciale. Il festival delle sardine a Skala Kalloni a luglio, dove ai visitatori vengono offerte sardine appena grigliate con tanto ouzo accompagnato da musica tradizionale dal vivo e spettacoli di danza. Il 16 agosto si svolge una festa nella piazza principale di Kalloni per onorare gli emigrati. L'allevamento del bestiame ad Agra, la festa del vino ad Anemotia e il panigyri della Santissima Trinità il 7 luglio a Kalloni, che comprende tre giorni di banchetti e corse di cavalli [ chiarimento necessario ] .

## Siti storici
Ci sono importanti siti archeologici sulla pianura. Le antiche lesbiche adoravano molti degli antichi dei in grandi santuari, parti delle quali sono conservate oggi. Il tempio di Messa era dedicato a Zeus, Dioniso e Ira, costituiva un centro di culto e di comunicazione per tutte le Lesbo, e all'inizio del II secolo aC fu sede della federazione di tutte le città di Lesbo. Durante il periodo paleocristiano fu eretta una basilica sul tempio, a cui successe una chiesa medio-bizantina. Numerosi sono i resti, le rovine, gli altari e le vestigia antiche sparse per la regione, segni del culto del popolo lesbico che vi giunsero pellegrini al grande santuario di Pirra e dell'intera isola. Importanti siti archeologici si trovano anche ad Apothika, tra Parakila e Agra, dove si trova l'antico muro di contenimento di circa sei metri di altezza, ma anche a Makara, che porta il nome del primo colono di Lesbo nell'antichità.

## Baia e laguna
La Laguna dell'Antica Pirra è ora il Golfo di Kalloni o Baia di Kalloni. L'antica città di Pyrrha è attualmente Achladeri Lesvos che si trova ad est della baia di Kalloni. Il Golfo di Kalloni è una zona umida poco profonda e ricca che ospita vita acquatica e aviaria, tra cui fenicotteri , focene , delfini ,  e foche . È particolarmente rinomato per il suo raccolto di sardine . Dopo la sua partenza dall'Accademia di Platone dopo essere stato ceduto alla direzione della scuola, Aristotele trascorse alcuni anni con il suo amico Teofrastopresso la laguna di Pyrrha, ora Golfo di Kalloni. Lì studiò la vita animale: le sue osservazioni formarono materiale per i primissimi trattati mai scritti in materia di biologia o biologia di Aristotele , vale a dire i suoi libri sulla "storia, parti, movimento, progressione e generazione" degli animali .

## Media [ modifica ]
A Kalloni Lesvos ci sono due stazioni radio:
| Frequenza | Nome           | In onda da allora | Descrizione                                                       |
| --------- | -------------- | ----------------- | ----------------------------------------------------------------- |
| 96,8 MHz  | Minore 96.8 FM | 1985              | musica greca; .Pop.Dance e Rock ascoltano quello che sta suonando |
| 107,7 MHz | Radio Kalloni  | 1996              | Notizie, discorsi e musica greca                                  |